# 반산보적
반산보적(720년–814년, Panshan Baoji, 盤山寶積)은 당나라 승려이다. 마조도일에게서 깨달음을 인가받았다. 구한말 경허성우가 반산의 심월고원 게송을 임종게로 썼다.

## 생애
어떤 사람이 푸줏간에서 백정에게 "깨끗한 고기로 한근 주시게"하니 백정이 "어느 것이 더러운 고기 입니까?"하며 화를 내었다. 이 말을 듣는 순간 문득 크게 깨달았다.